# Patrick Wilson (actor)
Patrick Joseph Wilson (Norfolk, Virgínia, 3 de juliol de 1973) és un actor i cantant estatunidenc. Des del 1996 ha participat a diversos musicals i ha protagonitzat diverses obres teatrals al circuit de Broadway.
Ha estat dues vegades nominat al premi Tony pels seus papers a The Full Monty (2000-2001) i Oklahoma! (2002). El 2003 va coprotagonitzar l'acalmada minisèrie de HBO Angels in America, per la qual va ser nominat tant per al Globus d'Or com per al Premi Primetime Emmy al Millor Actor de Repartiment en una minisèrie o pel·lícula. També ha aparegut a pel·lícules com The Phantom of the Opera (2004), Hard Candy (2005), Jocs secrets (2006), Watchmen (2009), Insidious (2010), The A-Team (2010), Insidious: Chapter 2 (2013).
A la televisió va protagonitzar la sèrie dramàtica de CBS A Gifted Man, on donà vida a un neurocirurgià que veia l'esperit de la seva dona morta, i com a Lou Solverson a la segona temporada de la sèrie d'antologia de FX Fargo (2015), per la qual va rebre una segona nominació al Globus d'Or.

## Biografia
Wilson va néixer a Norfolk (Virgínia) i va créixer a Saint Petersburg (Florida). La seva mare, Mary K. Wilson, és una professora de cant i cantant professional, i el seu pare, John Wilson, és un presentador de notícies del canal de televisió WTVT a Tampa (Florida), afiliat a la cadena de televisió Fox. El seu germà Mark també treballa com a presentador de notícies a la mateixa cadena televisiva. Té un altre germà, Paul, que dirigeix una companyia de relacions públiques i publicitat a Saint Petersburg.
Wilson estudià la secundària a la Shorecrest Preparatory School a Saint Petersburg i en una entrevista declarà que fou allà on tingué les seves primeres experiències com a actor en participar en obres teatrals de William Shakespeare i a diversos musicals. El 1995 es graduà a la Universitat Carnegie Mellon, a Pittsburgh (Pennsilvània), amb un títol en art dramàtic.
Eel 18 de juny de 2005 es va casar amb l'actriu polonesa Dagmara Dominczyk, amb la qual té dos fills.

## Filmografia

### Cinema
| Any  | Títol                                                                              | Personatge                        | Notes |
| ---- | ---------------------------------------------------------------------------------- | --------------------------------- | --- |
| 2001 | My Sister's Wedding                                                                | Quinn                             | Pel·lícula no estrenada |
| 2004 | The Alamo                                                                          | William B. Travis                 | |
| 2004 | The Phantom of the Opera                                                           | Viscount Raoul de Chagny          | Nominat—Premi Satellite al millor actor secundari |
| 2005 | Hard Candy                                                                         | Jeff Kohlver                      | Nominat—Premi Fangoria Chainsaw a la relació des de l'infern (compartit amb Ellen Page)                                                                      |
| 2006 | Jocs secrets (Little Children)                                                     | Brad Adamson                      | Premi Young Hollywood a la millor actuació masculina Nominat—Premi Circuit Community al millor repartiment Nominat—Premi Satellite al millor actor secundari |
| 2006 | Retalls de la meva vida (Running with Scissors)                                    | Michael Shephard                  | |
| 2007 | Purple Violets                                                                     | Brian Callahan                    | |
| 2007 | Evening                                                                            | Harris Arden                      | |
| 2007 | Brothers Three: An American Gothic                                                 | Peter                             | |
| 2008 | Life in Flight                                                                     | Will Sargent                      | |
| 2008 | Lakeview Terrace                                                                   | Chris Mattson                     | |
| 2008 | Passengers                                                                         | Eric Clark                        | |
| 2009 | Watchmen                                                                           | Dan Dreiberg / Nite Owl II        | |
| 2010 | Barry Munday                                                                       | Barry Munday                      | |
| 2010 | The A-Team                                                                         | Agent Lynch                       | |
| 2010 | Un petit canvi (The Switch)                                                        | Roland Nilson                     | |
| 2010 | Insidious                                                                          | Josh Lambert                      | Nominat—Scream Award al millor actor de terror |
| 2010 | Morning Glory                                                                      | Adam Bennett                      | |
| 2011 | The Ledge                                                                          | Joe Harris                        | |
| 2011 | Young Adult                                                                        | Buddy Slade                       | |
| 2012 | Prometheus                                                                         | pare de Shaw                      | |
| 2013 | L'expedient Warren (The Conjuring)                                                 | Ed Warren                         | Nominat—Premi Fright Meter al millor actor |
| 2013 | Insidious: Chapter 2                                                               | Josh Lambert                      | Nominat—Premi Fangoria Chainsaw al millor actor Nominat—Premi Fright Meter al millor actor                                                                   |
| 2014 | Jack Strong                                                                        | David Forden                      | |
| 2014 | Space Station 76                                                                   | Capità Glenn Terry                | |
| 2014 | Annabelle                                                                          | Ed Warren                         | Veu d'arxiu |
| 2014 | Stretch                                                                            | Stretch                           | |
| 2014 | Big Stone Gap                                                                      | Jack MacChesney                   | |
| 2014 | Let's Kill Ward's Wife                                                             | David                             | També productor |
| 2015 | Zipper                                                                             | Sam Ellis                         | |
| 2015 | Home Sweet Hell                                                                    | Don Champagne                     | |
| 2015 | Bone Tomahawk                                                                      | Arthur O'Dwyer                    | |
| 2016 | Batman contra Superman: L'alba de la justícia (Batman v Superman: Dawn of Justice) | President dels Estats Units (veu) | |
| 2016 | A Kind of Murder                                                                   | Walter Stackhouse                 | |
| 2016 | The Hollow Point                                                                   | xèrif Wallace                     | |
| 2016 | The Conjuring 2                                                                    | Ed Warren                         | |
| 2016 | The Founder                                                                        | Rollie Smith                      | |
| 2018 | The Commuter                                                                       | Alex Murphy                       | |
| 2018 | Nightmare Cinema                                                                   | Eric Sr.                          | |
| 2018 | Aquaman                                                                            | Orm Marius / Ocean Master         | |
| 2019 | Annabelle Comes Home                                                               | Ed Warren                         | |
| 2019 | Midway                                                                             | Edwin Layton                      | En postproducció |
| 2019 | Annabelle Comes Home                                                               | Ed Warren                         | |
| 2019 | The Assistant                                                                      | Actor famós                       | Aparició no acreditada |
| 2019 | In the Tall Grass                                                                  | Ross Humboldt                     | |
| 2019 | Midway                                                                             | Edwin Layton                      | |
| 2021 | The Conjuring: The Devil Made Me Do It                                             | Ed Warren                         | |
| 2022 | Moonfall                                                                           | Brian Harper                      | |
| 2023 | Aquaman and the Lost Kingdom                                                       | Orm Marius / Ocean Master         | En postporoducció |

### Televisió
| Any        | Títol             | Personatge       | Notes |
| ---------- | ----------------- | ---------------- | --- |
| 2003       | Angels in America | Joe Pitt         | 6 episodis Premi de l'Online Film & Television Association al millor actor en pel·lícula o minisèrie Nominat—Globus d'Or al millor actor secundari en sèrie, minisèrie o telefilm Nominat—Primetime Emmy al millor actor en minisèrie o telefilm Nominat—Premi Satellite al millor actor secundari de sèrie, minisèrie o telefilm                                  |
| 2009       | American Dad!     | Jim (veu)        | episodi "Wife Insurance" |
| 2011–2012  | A Gifted Man      | Dr. Michael Holt | 16 episodis |
| 2013, 2017 | Girls             | Joshua           | 2 episodis Nominat—Premi Critics' Choice Television a la millor actuació de convidat en una sèrie de comèdia Nominat—Premi Gold Derby al millor actor convidat en una sèrie de comèdia |
| 2015       | Fargo             | Lou Solverson    | 10 episodis Nominat—Premi Critics' Choice Television Award al millor actor en una pel·lícula o minisèrie Nominated—Premi Gold Derby al millor actor en un telefilm o minisèrie Nominat—Globus d'Or al millor actor en minisèrie o telefilm Nominat—Premi IGN Summer Movie al millor actor de televisió Nominat—Premi Saturn al millor actor secundari de televisió |
| 2019       | The Other Two     | ell mateix       | episodi "Chase Shoots a Music Video" |